# 细茎飞蓬
细茎飞蓬（学名：Erigeron tenuicaulis）是菊科飞蓬属的植物，是中国的特有植物。分布在中国大陆的四川等地，生长于海拔2,200米的地区，常生于多石的开旷山坡，目前尚未由人工引种栽培。